# Liptovské Revúce
Liptovské Revúce (bis 1927 slowakisch „Nižná, Prostredná a Vyšná Revúca“ oder „Tri Revúce“; ungarisch Háromrevuca) ist eine Gemeinde im Okres Ružomberok innerhalb des Žilinský kraj in der Slowakei mit etwa 1600 Einwohnern.

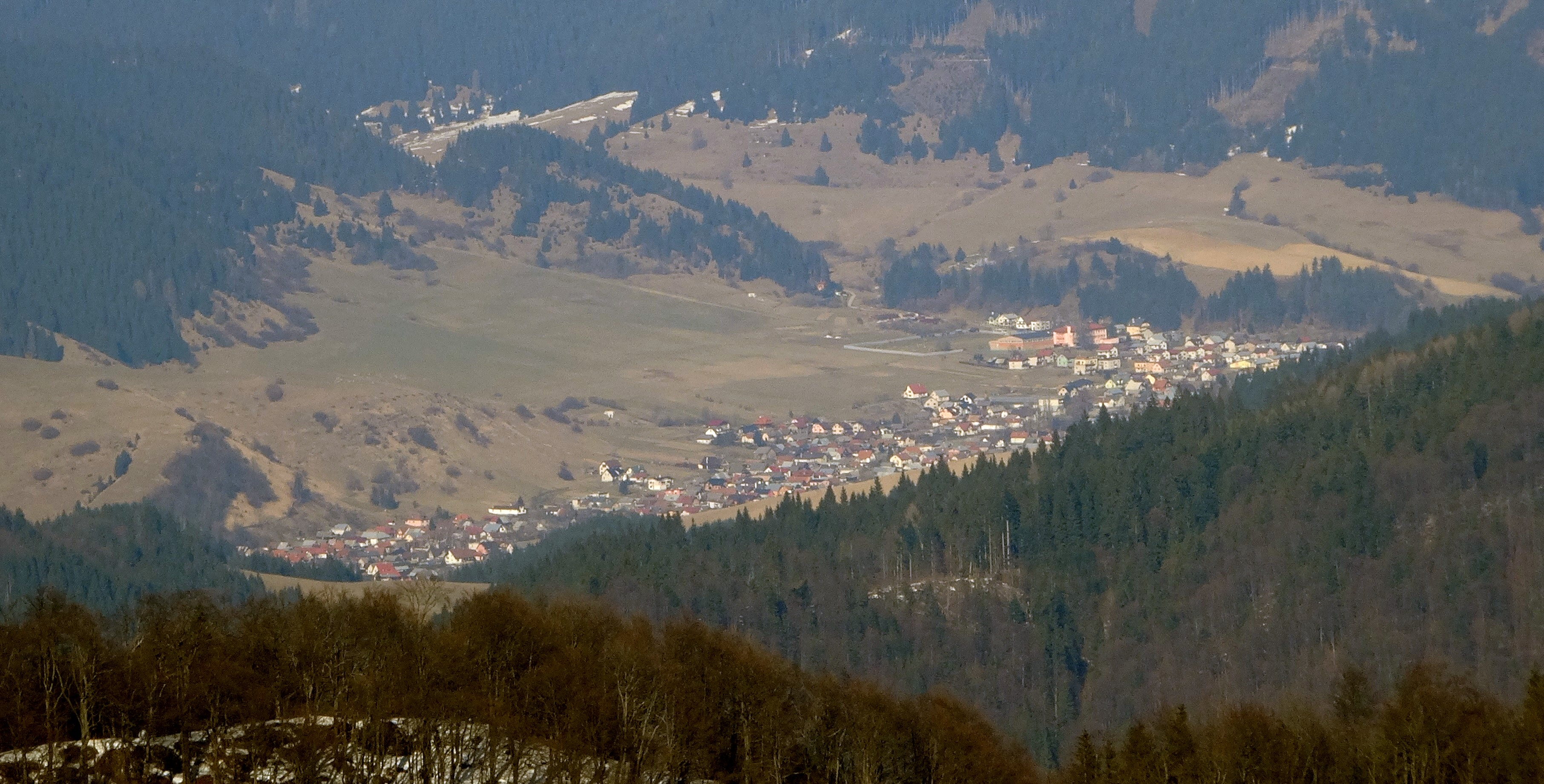

## Geographie
Die Gemeinde liegt im oberen Verlauf des Flusses Revúca, nur ein paar Kilometer östlich der Quelle. Sie liegt zwischen den Gebirgen Große Fatra, die sich nördlich und westlich der Gemeinde erstrecke und einem Ausläufer der Niederen Tatra im Süden. Die einzige ganzjährig befahrbare Straße verläuft nach Liptovská Osada, mit Anschluss Richtung Ružomberok. Über eine Forststraße über den Pass Veľký Šturec kann man den Nachbarort Motyčky auf dem Weg nach Banská Bystrica erreichen.
Liptovské Revúce gliedert sich in folgende Gemeindeteile:
- Nižná Revúca („Unter-Revúca“)
- Stredná Revúca („Mittel-Revúca“)
- Vyšná Revúca („Ober-Revúca“)

## Geschichte
Das Gebiet des Ortes, dessen Name sich vom durchfließenden Fluss Revúca ableitet, wird zum ersten Mal 1233 in einer Urkunde des Andreas II. 1233 als Terra Reucha erwähnt. Ein Jahrhundert später wird er dann in einer Urkunde der Stadt Rosenberg (heute Ružomberok) als Reuce erwähnt. 1355 ging die alte slawische Siedlung nieder und der Ort taucht wieder erst im späten 15. Jahrhundert, als dort eine Kupferhütte zur Verarbeitung des im nahe gelegenen Špania Dolina geforderten Kupfers entstand. Nach dem Niedergang der Hütte herrschte hier gänzlich Landwirtschaft mit Schafzucht. 1625 erscheinen die heutigen Ortsteile Nižná Revúca und Stredná Revúca in einer Urkunde der Burg Likava als Hričkov, 1671 folgt auch eine Unterscheidung auf Malý Hričkov (also Klein-Hričkov) und Veľký Hričkov (Groß-Hričkov). Diese Orte waren später als Tri Revúce bekannt, welche sich 1786 zur heutigen Gemeinde zusammenschlossen.

## Bevölkerung
| Jahr                | 1994 | 2004    | 2014    | 2024    |
| ------------------- | ---- | ------- | ------- | ------- |
| Anzahl der Personen | 1790 | 1686    | 1571    | 1442    |
| Unterschied         |      | −5,81 % | −6,82 % | −8,21 % |

| Jahr                | 2023 | 2024    |
| ------------------- | ---- | ------- |
| Anzahl der Personen | 1463 | 1442    |
| Unterschied         |      | −1,43 % |